# 사모라친치페주

사모라친치페 주의 위치

사모라친치페주(스페인어: Provincia de Zamora Chinchipe)는 에콰도르 최남단에 위치한 주로 주도는 사모라이며 면적은 10,584.28km2, 인구는 91,376명(2010년 기준), 인구 밀도는 8.6명/km2이다. 1953년 11월 10일에 신설되었으며 9개 지방 자치체를 관할한다. 서쪽으로는 로하 주, 북서쪽으로는 아수아이 주, 북쪽으로는 모로나산티아고 주와 접하며 동쪽과 남쪽으로는 페루와 국경을 접한다.

주기

## 같이 보기
- 에콰도르의 주